# Веснушчатая акула
Веснушчатая акула (лат. Halaelurus boesemani) — небольшой, малоизученный вид рода пятнистых акул, семейства кошачьих акул (Scyliorhinidae). Обитает в Индийском и западной части Тихого океана. Максимальный размер 48 см. Известно всего 9 экземпляров этого вида, пойманных недалеко друг от друга.

## Таксономия
Этот вид часто путали с японской пятнистой акулой, пока в 1972 году Спрингер и д’Обрей не установили их отличия. Голотип представлял собой половозрелого самца, пойманного у берегов Сомали на глубине 67—72 м. Паратипом послужили 2 самки и 2 самца длиной 41—43 см, также пойманные у берегов Сомали на глубине 60—72 м.

## Ареал и среда обитания
Веснушчатая акула обитает в западной части Тихого океана, у берегов полуострова Сомали и в Аденском заливе. Ранее считалось, что в его ареал входят воды, омывающие Вьетнам, Филиппины, Индонезию и западное побережье Австралии, но открытие двух новых видов пятнистых акул сократило территорию обитания этого вида. Теперь считается, что площадь ареала не превышает 20000 км². Существование вьетнамской популяции веснушчатых акул нуждается в дополнительном подтверждении. Эти акулы обитают на континентальном и островном шельфе на глубине 37—91 м.

## Описание
Максимальная длина 48 см. У веснушчатой акулы стройное длинное тело с заострённым рылом. У взрослых акул расстояние от кончика рыла до глаз в 14 раз меньше расстояния от глаз до первого спинного плавника. Овальные глаза вытянуты по горизонтали. Ноздри разделены треугольными кожными складками. По углам расположены короткие борозды. Рот довольно узкий, его ширина составляет 6—8 % от длины, а длина — 3—4 % от общей длины тела.
Первый и второй спинные плавники имеют приблизительно одинаковый размер и форму. Основание первого спинного плавника находится над последней третью брюшных плавников. Основание второго спинного плавника находится над последней третью анального плавника. У взрослых акул брюхо короткое, расстояние между основаниями грудных и брюшных плавников в 1,5 раза меньше переднего края грудных плавников. Длина основания анального плавника равна или в 1,3 раза превышает длину основания второго спинного плавника и составляет 3/5 дистанции между спинными плавниками. Окраска яркая и разнообразная, на спине и хвостовом стебле имеются пятна седловидной формы, кроме того, по спине разбросаны многочисленные тёмные пятнышки.

## Биология и экология
О биологии веснушчатой акулы практически ничего не известно. Половая зрелость наступает при достижении длины 35 см.

## Взаимодействие с человеком
В качестве прилова веснушчатые акулы могут попадать в глубоководные тралы у берегов Сомали. Данных для оценки статуса сохранности вида недостаточно.